# Miss Representation
Miss Representation ist ein US-amerikanischer Dokumentarfilm aus dem Jahr 2011 von Jennifer Siebel Newsom, die Regie führte, das Drehbuch geschrieben hatte und auch als Produzentin auftrat. Der Film stellt Untersuchungen darüber an, inwieweit Mainstream-Medien zur Unterrepräsentation von Frauen beitragen, die einflussreiche Positionen einnehmen. Der Film wurde 2011 auf dem Sundance Film Festival erstmals vorgestellt, wo er für den großen Jurypreis in der Kategorie „Bester Dokumentarfilm“ nominiert wurde.
Auf der Projektseite des Films wurde er eingeführt mit den Worten, er ziehe einen Vorhang zur Seite, um eine grelle Realität zu enthüllen, mit der wir jeden Tag leben würden, ohne zu sehen, wie die begrenzte und oft abfällige Darstellung von Frauen und Mädchen in den Medien es Frauen schwer mache, sich mächtig zu fühlen und Führungspositionen zu erreichen. Die Medien vermittelten die kollektive Botschaft, dass der Wert und die Macht einer Frau in ihrer Jugend, Schönheit und Sexualität liege, nicht aber in ihrer Eigenschaft als Führungskraft.

## Inhalt
Im Film werden diverse mächtige Frauen, die in den Medien tätig sind, wie beispielsweise Jane Fonda, Rachel Maddow und Katie Couric interviewt. Sie erzählen davon, wie sie es in ihrem jeweiligen Metier ganz nach oben geschafft haben, und dass es ihnen ein Bedürfnis sei, die Darstellung von Frauen in den Medien zu verändern. Newsom versucht in diesem Film auch ein Projekt voranzutreiben, das untersucht, wie die Unterrepräsentation von Frauen in den Medien eine Unterrepräsentation von Frauen in der amerikanischen Politik, nach sich zieht. 
Es werden auch Geschichten von Mädchen im Teenageralter erzählt, die unterstreichen, dass junge Frauen positive Vorbilder nicht nur brauchen, sondern auch wollen, und dass die Medien dem kaum nachkommen und entsprechende Vorbilder vernachlässigen. Im Film wird festgestellt, dass amerikanische Teenager fast elf Stunden am Tag vor dem Fernseher, Computer oder einem anderen Mediengerät verbringen. Knapp 80 Prozent der 17-jährigen Mädchen seien mit ihrem Körper unzufrieden.
Der Dokumentarfilm geht auf die Unterrepräsentation von Frauen in den US-amerikanischen Medien, der Wirtschaft und der Politik ein. In der Doku wird zudem dazu aufgerufen, Aktionskampagnen mit den Hashtags #RepresentHer und #DisruptTheNarrative zu starten. Der Rat von „Miss Representation“ an Jugendliche sei: „Sei die Veränderung, die du in der Welt sehen möchtest“, etwas bodenständiger ausgedrückt: „Schalte den Fernseher aus und lese“.

## Produktion

### Drehorte, Budget
Gedreht wurde in Los Angeles und in San Francisco in Kalifornien in den Vereinigten Staaten.
Dem Film stand ein Budget von geschätzt 750.000 Dollar zur Verfügung. Einer der Werbeslogan lautete sinngemäß: Du kannst nicht sein, was du nicht sehen kannst. „(You can’t be what you can’t see.“) Produziert wurde Miss Representation von Girls’ Club Entertainment in Zusammenarbeit mit Pacific Gas and Electric sowie The Brin Wojcicki Foundation.

### Soundtrack
- Help, I’m Alive und Gold Guns Girls von Metric, geschrieben von Emily Haines und James Shaw
- In the Swing von Alan Moorhouse
- Tom Fool von Van Phillips
- I Want It All von Jules Larson, geschrieben von Jules Larson und Rich Jacques
- Drive Me Crazy von Chinatown, geschrieben von Jeffrey A. Freundlich, Jared Gill und Otto D’Angelo
- This Is My Life von Randi Skyland, geschrieben von Randi Skyland und Doug Heffernan

### Veröffentlichung
Der Film feierte am 20. Januar 2011 in den USA auf dem Sundance Film Festival seine Premiere und wurde im April 2022 auf dem Newport Beach International Film Festival vorgestellt. Außerdem lief er am 22. April 2011 auf dem San Francisco International Film Festival und am 10. November 2011 auf dem Stockholm International Film Festival. Auf den Philippinen hatte der Film am 10. April 2012 DVD-Premiere und in den Niederlanden war er ab dem 15. April 2014 im Internet zu sehen. Veröffentlicht wurde der Film zudem in Australien, Russland (Titel: Мисс Представление), Spanien (Titel: Miss Escaparate) und im Vereinigten Königreich.

## Kritik
Der Film wurde auf Rotten Tomatoes vom Publikum mit 80 % positiven Wertungen bedacht.
Moira MacDonald von der Seattle Times befand, dieser Film müsse von Mädchen im Teenageralter gesehen werden, für die er sowohl als Weckruf dienen könne wie auch als Studium einer Abhandlung mit dem Titel: ‚Das Frauenbild in den heutigen Medien.‘ („This film needs to be watched by teenage girls, for whom it may well serve as both a wake-up call and a course called Women's Images in Media 101.“)
S. Jhoanna Robledo gab dem Film in der Common Sense Media die höchste Anzahl zu erreichender Sterne und schrieb, Bravo an ‚Miss Representation‘ für die Infragestellung der Art und Weise, wie die Medien Frauen trivialisieren und sie auf subtile und weniger subtile Weise als Sexobjekt darstellen. Das sei faszinierend. Katie Walsh befand in IndieWire, der Film decke eine hässliche Wahrheit auf, die gesehen werden müsse. Justin Lowe befasste sich für die Fachzeitschrift der Filmindustrie The Hollywood Reporter mit dem Film und kam zu dem Ergebnis, eine kompromisslose und inspirierende Analyse der Rolle der Medien bei der sozialen Ausgrenzung von Frauen. Rob Nelson schrieb für die Variety, ‚Miss Representation‘ sei ein bewundernswertes Werk der Medienkompetenzerziehung, das man den ewig Gestrigen auf Festen gut verkünden könnte. Seine größte Wirkung werde der Film wohl in Klassenzimmern und per Kabelübertragung haben.